# Благодаря за пушенето
„Благодаря за пушенето“ е сатиричен филм, режисиран от Джейсън Райтман и излязъл масово през 2006 година. Адаптиран е по едноименната книга от 1994 година на Кристофър Бъкли. Главната роля е поверена на калифорниеца Арън Екхарт. Той влиза в образа на лобист на големи тютюневи производители, който се стреми да омаловажи и дори да опровергае връзката между пушенето на цигари и белодробния рак. Във филма участва и Кейти Холмс, която играе ролята на съблазнителна репортерка.
Филмът получава две номинации за Златен глобус: Райтман за „Най-добър филм – мюзикъл или комедия“ и Екхарт за „Най-добър актьор – мюзикъл или комедия“. Номиниран е за още няколко награди от няколко филмови асоциации, общества и др.